# Taça Dionísio Filho de 2018
A Taça Dionísio Filho de 2018 foi o primeiro turno do Campeonato Paranaense de 2018. Nesta fase, as equipes do grupo A jogam contra as equipes do grupo B em turno único, com as duas melhores de cada grupo classificando-se às semifinais, que serão disputadas em jogo único. Os vencedores disputam a final, também em uma única partida, que define o campeão e primeiro finalista do Campeonato Paranaense de 2018.

## Fase Principal

### Grupo A
| Pos | Equipe        | PG | J | V | E | D | GP | GS | SG | %  | M       | Classificação                                         |
| --- | ------------- | -- | - | - | - | - | -- | -- | -- | -- | ------- | ----------------------------------------------------- |
| 1   | Foz do Iguaçu | 12 | 6 | 3 | 3 | 0 | 6  | 3  | +3 | 67 | Estável | Classificados para a semifinal da Taça Dionísio Filho |
| 2   | Coritiba      | 11 | 6 | 3 | 2 | 1 | 8  | 3  | +5 | 61 | 1       | Classificados para a semifinal da Taça Dionísio Filho |
| 3   | FC Cascavel   | 10 | 6 | 3 | 1 | 2 | 8  | 5  | +3 | 56 | 1       |                                                       |
| 4   | Cianorte      | 10 | 6 | 2 | 4 | 0 | 8  | 5  | +3 | 56 | 2       |                                                       |
| 5   | Maringá       | 8  | 6 | 2 | 2 | 2 | 6  | 6  | 0  | 44 | Estável |                                                       |
| 6   | Paraná        | 5  | 6 | 1 | 2 | 3 | 5  | 8  | –3 | 28 | Estável |                                                       |

### Grupo B
| Pos | Equipe              | PG | J | V | E | D | GP | GS | SG | %  | M       | Classificação                                         |
| --- | ------------------- | -- | - | - | - | - | -- | -- | -- | -- | ------- | ----------------------------------------------------- |
| 1   | Atlético Paranaense | 14 | 6 | 4 | 2 | 0 | 7  | 1  | +6 | 78 | Estável | Classificados para a semifinal da Taça Dionísio Filho |
| 2   | Rio Branco-PR       | 7  | 6 | 1 | 4 | 1 | 9  | 8  | +1 | 39 | 2       | Classificados para a semifinal da Taça Dionísio Filho |
| 3   | Londrina            | 6  | 6 | 1 | 3 | 2 | 7  | 9  | –2 | 33 | 1       |                                                       |
| 4   | Toledo              | 5  | 6 | 1 | 2 | 3 | 3  | 7  | –4 | 28 | 1       |                                                       |
| 5   | União               | 3  | 6 | 1 | 0 | 5 | 2  | 8  | –6 | 17 | Estável |                                                       |
| 6   | Prudentópolis       | 3  | 6 | 0 | 3 | 3 | 2  | 8  | –6 | 17 | Estável |                                                       |

### Desempenho por rodada
|         | Rodadas | Rodadas | Rodadas | Rodadas | Rodadas | Rodadas | Rodadas |
| ------- | ------- | ------- | ------- | ------- | ------- | ------- | ------- |
| 1       | 2       | 3       | 4       | 5       | 6       |         |         |
| Grupo A | CIA     | CIA     | CIA     | FOZ     | FOZ     | FOZ     |         |
| Grupo B | CAP     | CAP     | CAP     | CAP     | CAP     | CAP     |         |

|         | Rodadas | Rodadas | Rodadas | Rodadas | Rodadas | Rodadas | Rodadas |
| ------- | ------- | ------- | ------- | ------- | ------- | ------- | ------- |
| 1       | 2       | 3       | 4       | 5       | 6       |         |         |
| Grupo A | CAS     | PAR     | PAR     | PAR     | PAR     | PAR     |         |
| Grupo B | PRU     | PRU     | PRU     | PRU     | PRU     | PRU     |         |

### Primeira rodada
| 17 de janeiro | União                                        | 2 – 1  | Paraná             | Estádio Anilado, Francisco Beltrão                                     |
| 21:45         | Marquinhos Cambalhota 19' · Lucas Vieira 40' | Súmula | 65' Felipe Augusto | Público: 2 942 Renda: R$ 72.700,00 Árbitro: PR Paulo Roberto Alves Jr. |

| União | Paraná |

| 20 de janeiro | Atlético Paranaense          | 2 – 1  | Maringá          | Arena da Baixada, Curitiba                                            |
| 17:00         | Deivid 4' · Felipe Dorta 78' | Súmula | 19' Bruno Batata | Público: 6 515 Renda: R$ 149.930,00 Árbitro: PR Felipe Gomes da Silva |

| Atlético-PR | Maringá |

| 21 de janeiro | Foz do Iguaçu                          | 2 – 2  | Londrina                           | Estádio do ABC, Foz do Iguaçu                                |
| 17:00         | Matheus Olavo 19' · Felipe Augusto 68' | Súmula | 15' Carlos Henrique · 39' Anderson | Público: 1 367 Renda: R$ 22.160,00 Árbitro: PR Fábio Filipus |

| Foz do Iguaçu | Londrina |

| 21 de janeiro | Cianorte                                               | 3 – 3  | Rio Branco-PR                  | Estádio Albino Turbay, Cianorte                                       |
| 17:00         | André Luís 17' · Neto Costa 47' · Clebinho 90+4' (pen) | Súmula | 3' Kessi · 31' Eric · 75' Raul | Público: 1 630 Renda: R$ 33.415,00 Árbitro: PR Rogério Menon da Silva |

| Cianorte | Rio Branco-PR |

| 21 de janeiro | Coritiba             | 1 – 1  | Prudentópolis      | Estádio Couto Pereira, Curitiba                                          |
| 17:00         | Guilherme Parede 46' | Súmula | 22' Fernando Gomes | Público: 6 470 Renda: R$ 146.100,00 Árbitro: PR Luiz Alexandre Fernandes |

| Coritiba | Prudentópolis |

| 21 de janeiro | Toledo          | 1 – 0  | FC Cascavel | Estádio 14 de Dezembro, Toledo                                            |
| 19:00         | Julio César 46' | Súmula |             | Público: 3 300 Renda: R$ 81.480,00 Árbitro: PR José Mendonça da Silva Jr. |

| Toledo | Cascavel |

### Segunda rodada
| 24 de janeiro | FC Cascavel                  | 2 – 0  | Prudentópolis | Estádio Olímpico Regional, Cascavel                                           |
| 20:00         | Weverton 44' · Tocantins 76' | Súmula |               | Público: 1 922 Renda: R$ 43.190,00 Árbitro: PR Cristian Eduardo Gorski da Luz |

| Cascavel | Prudentópolis |

| 24 de janeiro | Paraná | 0 – 3  | Atlético Paranaense                                   | Estádio da Vila Capanema, Curitiba                                     |
| 20:00         |        | Súmula | 35' João Pedro · 75' Léo Pereira · 90+1' Felipe Dorta | Público: 5 072 Renda: R$ 172.505,00 Árbitro: PR Rodolpho Toski Marques |

| Paraná | Atlético-PR |

| 24 de janeiro | Cianorte                        | 2 – 0  | União | Estádio Albino Turbay, Cianorte                                    |
| 20:00         | André Luís 39' · Neto Costa 77' | Súmula |       | Público: 1 307 Renda: R$ 24.985,00 Árbitro: PR Lucas Paulo Torezin |

| Cianorte | União |

| 24 de janeiro | Foz do Iguaçu     | 1 – 1  | Toledo    | Estádio do ABC, Foz do Iguaçu                                         |
| 20:00         | Luccas Brasil 79' | Súmula | 72' Wainy | Público: 866 Renda: R$ 17.850,00 Árbitro: PR Anderson Iraci Guimarães |

| Foz do Iguaçu | Toledo |

| 24 de janeiro | Londrina                       | 2 – 0  | Maringá | Estádio do Café, Londrina                                              |
| 21:45         | Germano 23' (pen) · Luizão 32' | Súmula |         | Público: 1 411 Renda: R$ 27.551,00 Árbitro: PR Edivaldo Elias da Silva |

| Londrina | Maringá |

| 25 de janeiro | Coritiba   | 1 – 1  | Rio Branco-PR | Estádio Couto Pereira, Curitiba                                     |
| 20:00         | Kleber 85' | Súmula | 24' Eric      | Público: 4 660 Renda: R$ 105.240,00 Árbitro: PR Eduardo Elias Melek |

| Coritiba | Rio Branco-PR |

### Terceira rodada
| 27 de janeiro | Atlético Paranaense | 0 – 0  | Cianorte | Arena da Baixada, Curitiba                                           |
| 17:00         |                     | Súmula |          | Público: 6 445 Renda: R$ 156.540,00 Árbitro: PR Murilo Ugolini Klein |

| Atlético-PR | Cianorte |

| 28 de janeiro | Rio Branco-PR                 | 2 – 2  | FC Cascavel               | Estádio da Estradinha, Paranaguá                            |
| 17:00         | Victor Souza 70' · Damião 83' | Súmula | 33' Weverton · 87' Afonso | Público: 1 684 Renda: R$ 48.180,00 Árbitro: PR Diego Bonfim |

| Rio Branco-PR | Cascavel |

| 28 de janeiro | Maringá                                 | 3 – 1  | Toledo           | Estádio Willie Davids, Maringá                              |
| 17:00         | Bruno Batata 16', 44' (pen) · Lucão 28' | Súmula | 55' (pen) Filipi | Público: 2 891 Renda: R$ 52.191,00 Árbitro: PR Rafael Traci |

| Maringá | Toledo |

| 28 de janeiro | Paraná   | 1 – 1  | Londrina            | Estádio da Vila Capanema, Curitiba                               |
| 17:00         | Neris 5' | Súmula | 66' Carlos Henrique | Público: 3 332 Renda: R$ 74.470,00 Árbitro: PR Adriano Milczvski |

| Paraná | Londrina |

| 28 de janeiro | União | 0 – 1  | Coritiba       | Estádio Anilado, Francisco Beltrão                                   |
| 17:00         |       | Súmula | 43' Alecsandro | Público: 4 066 Renda: R$ 98.380,00 Árbitro: PR Leonardo Sígari Zanon |

| União | Coritiba |

| 28 de janeiro | Prudentópolis | 0 – 1  | Foz do Iguaçu      | Estádio Newton Agibert, Prudentópolis                              |
| 17:00         |               | Súmula | 82' André Oliveira | Público: 708 Renda: R$ 19.275,00 Árbitro: PR Osvaldo Massafera Jr. |

| Prudentópolis | Foz do Iguaçu |

### Quarta rodada
| 04 de fevereiro | Rio Branco-PR | 0 – 1  | Foz do Iguaçu | Estádio da Estradinha, Paranaguá                                            |
| 17:00           |               | Súmula | 62' Douglas   | Público: 996 Renda: R$ 27.900,00 Árbitro: PR Marcos Vinícius Soares Martins |

| Rio Branco-PR | Foz do Iguaçu |

| 04 de fevereiro | Toledo | 0 – 0  | Paraná | Estádio 14 de Dezembro, Toledo                              |
| 17:00           |        | Súmula |        | Público: 2 109 Renda: R$ 50.080,00 Árbitro: PR Rafael Traci |

| Toledo | Paraná |

| 04 de fevereiro | Londrina      | 1 – 1  | Cianorte  | Estádio do Café, Londrina                                            |
| 17:00           | Keirrison 65' | Súmula | 8' Robert | Público: 1 702 Renda: R$ 36.246,00 Árbitro: PR Elvio Kertelt Legnani |

| Londrina | Cianorte |

| 04 de fevereiro | Coritiba | 0 – 1  | Atlético Paranaense | Estádio Couto Pereira, Curitiba                                      |
| 17:00           |          | Súmula | 55' Éderson         | Público: 13 184 Renda: R$ 398.695,00 Árbitro: PR Lucas Paulo Torezin |

| Coritiba | Atlético-PR |

| 04 de fevereiro | União | 0 – 2  | FC Cascavel       | Estádio Anilado, Francisco Beltrão                                    |
| 17:00           |       | Súmula | 15', 50' Dinélson | Público: 1 615 Renda: R$ 37.810,00 Árbitro: PR Rogério Menon da Silva |

| União | Cascavel |

| 04 de fevereiro | Prudentópolis | 0 – 0  | Maringá | Estádio Newton Agibert, Prudentópolis                       |
| 17:00           |               | Súmula |         | Público: 390 Renda: R$ 9.745,00 Árbitro: PR Robson Babinski |

| Prudentópolis | Maringá |

### Quinta rodada
| 10 de fevereiro | Cianorte       | 1 – 0  | Toledo | Estádio Albino Turbay, Cianorte                                             |
| 16:30           | Eduardinho 79' | Súmula |        | Público: 834 Renda: R$ 16.400,00 Árbitro: PR Cristian Eduardo Gorski da Luz |

| Cianorte | Toledo |

| 10 de fevereiro | Londrina | 0 – 3  | Coritiba                                                  | Estádio do Café, Londrina                                    |
| 16:30           |          | Súmula | 17' Guilherme Parede · 50' Júlio Rusch · 65' Thiago Lopes | Público: 2 684 Renda: R$ 57.648,00 Árbitro: PR Fabio Filipus |

| Londrina | Coritiba |

| 10 de fevereiro | FC Cascavel | 0 – 1  | Atlético Paranaense | Estádio Olímpico Regional, Cascavel                                     |
| 16:30           |             | Súmula | 18' Ederson         | Público: 4 690 Renda: R$ 110.295,00 Árbitro: PR Paulo Roberto Alves Jr. |

| Cascavel | Atlético-PR |

| 10 de fevereiro | Foz do Iguaçu      | 1 – 0  | União | Estádio do ABC, Foz do Iguaçu                                            |
| 16:30           | Marcelo Soares 64' | Súmula |       | Público: 1 273 Renda: R$ 26.620,00 Árbitro: PR Eduardo da Silva Silveira |

| Foz do Iguaçu | União |

| 10 de fevereiro | Maringá        | 1 – 1  | Rio Branco-PR     | Estádio Willie Davids, Maringá                                       |
| 16:30           | Alex Fraga 49' | Súmula | 42' Rodrigo Jesus | Público: 1 389 Renda: R$ 30.812,00 Árbitro: PR Fábio Marcos Zoccante |

| Maringá | Rio Branco-PR |

| 10 de fevereiro | Paraná                                           | 3 – 0  | Prudentópolis | Estádio da Vila Capanema, Curitiba                           |
| 16:30           | Thiago Santos 45' · João Paulo 46' · Zezinho 55' | Súmula |               | Público: 2 686 Renda: R$ 60.380,00 Árbitro: PR Gustavo Nogas |

| Paraná | Prudentópolis |

### Sexta rodada
| 14 de fevereiro | Prudentópolis | 1 – 1 | Cianorte              | Estádio Newton Agibert, Prudentópolis |
| 21:45           | Nei 60'       |       | 90+5' Feliphe Gabriel | Árbitro: PR Felipe Gomes da Silva     |

| Prudentópolis | Cianorte |

| 14 de fevereiro | Toledo | 0 – 2 | Coritiba                             | Estádio 14 de Dezembro, Toledo |
| 21:45           |        |       | 59' Thalisson Kelven · 90+2' Evandro | Árbitro: PR Adriano Milczvski  |

| Toledo | Coritiba |

| 14 de fevereiro | FC Cascavel                     | 2 – 1 | Londrina            | Estádio Olímpico Regional, Cascavel |
| 21:45           | Weverton 64' · Alef Manga 90+2' |       | 52' Carlos Henrique | Árbitro: PR Lucas Paulo Torezin     |

| Cascavel | Londrina |

| 14 de fevereiro | Atlético Paranaense | 0 – 0 | Foz do Iguaçu | Arena da Baixada, Curitiba           |
| 21:45           |                     |       |               | Árbitro: PR Anderson Iraci Guimarães |

| Atlético-PR | Foz do Iguaçu |

| 14 de fevereiro | Maringá        | 1 – 0 | União | Estádio Willie Davids, Maringá   |
| 21:45           | Alex Fraga 75' |       |       | Árbitro: PR Murilo Ugolini Klein |

| Maringá | União |

| 14 de fevereiro | Rio Branco-PR                      | 2 – 0 | Paraná | Estádio Germano Krüger, Ponta Grossa |
| 21:45           | Rodrigo Jesus 28' · Thiaguinho 34' |       |        | Árbitro: PR Elvio Kertelt Legnani    |

| Rio Branco-PR | Paraná |

## Fase final
Em itálico, as equipes que jogarão em casa por ter melhor campanha e em negrito os times vencedores das partidas. Caso as partidas terminem empatadas, será feita a disputa por pênaltis.
|  | Semifinais          | Semifinais    |   |  | Final    | Final |  |
|  |                     |               |   |  |          |       |  |
|  |                     |               |   |  |          |       |  |
|  | Foz do Iguaçu       | 1 (2)         |   |  |          |       |  |
|  | Coritiba            | 1 (4)         |   |  |          |       |  |
|  |                     |               |   |  |          |       |  |
|  |                     |               |   |  |          |       |  |
|  |                     |               |   |  | Coritiba | 3     |  |
|  |                     | Rio Branco-PR | 0 |  |          |       |  |
|  |                     |               |   |  |          |       |  |
|  |                     |               |   |  |          |       |  |
|  |                     |               |   |  |          |       |  |
|  |                     |               |   |  |          |       |  |
|  | Atlético Paranaense | 0 (5)         |   |  |          |       |  |
|  | Rio Branco-PR       | 0 (6)         |   |  |          |       |  |

### Semifinais
| 18 de fevereiro | Foz do Iguaçu     | 1 – 1  | Coritiba | Estádio do ABC, Foz do Iguaçu                                          |
| 17:00           | Luccas Brasil 17' | Súmula | 58' Kady | Público: 2 422 Renda: R$ 54.610,00 Árbitro: PR Edivaldo Elias da Silva |

|                                                          |       | Penalidades                      |  |
| Luccas Brasil Leandro Silva Matheus Olavo Marcelo Soares | 2 – 4 | Kady Iago Julio Rusch João Paulo |  |

| Foz do Iguaçu | Coritiba |

| 18 de fevereiro | Atlético Paranaense | 0 – 0  | Rio Branco-PR | Arena da Baixada, Curitiba                                            |
| 17:00           |                     | Súmula |               | Público: 9 028 Renda: R$ 220.815,00 Árbitro: PR Leonardo Sígari Zanon |

|                                                                     |       | Penalidades                                                        |  |
| João Pedro Éderson Yago Giovanny Renan Lodi Felipe Dorta Vitor Naum | 5 – 6 | Raul Victor Vandinho Fernando Fernandes Jhones Thiagão Marco Túlio |  |

| Atlético-PR | Rio Branco-PR |

### Final
| 25 de fevereiro | Coritiba                                                     | 3 – 0  | Rio Branco-PR | Estádio Couto Pereira, Curitiba                                        |
| 16:00           | Alecsandro 37' · Thalisson Kelven 60' · Guilherme Parede 68' | Súmula |               | Público: 11 881 Renda: R$ 349.260,00 Árbitro: PR Felipe Gomes da Silva |

| Coritiba | Rio Branco-PR |

## Premiação
| Primeira Taça                               |
| Curitiba                                    |
| ------------------------------------------- |
| Coritiba Foot Ball Club Campeão (1º título) |